# Arduino di Valperga
Arduino di Valperga (Valperga, ... – Torino, 1206) è stato un vescovo cattolico italiano.

## Biografia
Arduino di Valperga nacque in una nobile famiglia piemontese, figlio di Emilia della Rovere, e di Arduino II conte di Valperga, che già vantava e vanterà nel corso della storia del paese numerose personalità legate all'ambito ecclesiastico. Sua sorella Berta, ad esempio, fu badessa del monastero di Busano, mentre suo nipote Bonifacio fu vescovo di Aosta.
Ancora sacerdote, Arduino venne prescelto per le proprie doti da papa Alessandro III per seguire Umbaldo, vescovo di Ostia, al Congresso di Venezia del 1177 ove il Barbarossa concluse una pace con lo Stato della Chiesa.
Nel 1188 venne eletto vescovo di Torino e subito iniziò una lunga querela di discordanze con signori feudali del Piemonte della sua epoca, che si protrassero anche per i suoi successori.
Nel 1196 il vescovo Arduino assegnò terreni e la proprietà del castello di La Rotta ai Cavalieri Templari, che effettivamente erano già molto presenti nei territori di Testona, Villastellone, nella vicina Pancalieri e in varie aree dell'attuale Piemonte. L'edificio fu pertanto sede di un piccolo convento e di una guarnigione a protezione del vicino ponte sul Banna di cui sussistono i resti.
Morì a Torino nel 1206.